# Ennis Hayes
Ernesto Hayes, conosciuto come Ennis Hayes (Rosario, 10 maggio 1896 – Rosario, 6 febbraio 1956), è stato un calciatore argentino, di ruolo attaccante.

## Caratteristiche tecniche
Giocava come interno destro e sinistro.

## Palmarès

### Club

#### Competizioni nazionali
- Copa Intendente Nicasio Vila: 5

Rosario Central: 1914, 1915, 1916, 1917, 1919
- Copa de Honor Municipalidad de Buenos Aires: 1

Rosario Central: 1915, 1916
- Copa de Competencia Jockey Club: 1

Rosario Central: 1915